# 小行星9553
小行星9553（9553 Colas）是一颗绕太阳运转的小行星，为主小行星带小行星。该小行星于1985年10月17日发现。

## 轨道参数
小行星9553的轨道半长轴为2.1990812 UA，离心率为0.117。